# 1966-os jégkorong-világbajnokság
Az 1966-os jégkorong-világbajnokság a 33. világbajnokság volt, amelyet a Nemzetközi Jégkorongszövetség szervezett. A vb-ken a csapatok három szinten vettek részt. A világbajnokságok végeredményei alapján alakult ki az 1967-es jégkorong-világbajnokság csoportjainak mezőnye.

## A csoport
1–8. helyezettek
- Szovjetunió – Világbajnok
- Csehszlovákia
- Kanada
- Svédország
- NDK
- Finnország
- Egyesült Államok
- Lengyelország – Kiesett a B csoportba

## B csoport
9–16. helyezettek
- NSZK – Feljutott az A csoportba
- Románia
- Jugoszlávia
- Norvégia
- Ausztria
- Svájc
- Magyarország
- Nagy-Britannia – Kiesett a C csoportba

## C csoport
17–19. helyezettek
- Olaszország – Feljutott a B csoportba
- Dánia
- Dél-afrikai Köztársaság